# Knight and Day
Knight and Day är en amerikansk actionfilm från 2010 i regi av James Mangold, med Tom Cruise och Cameron Diaz i huvudrollerna. Filmen hade biopremiär i Sverige den 14 juli 2010 och släpptes på DVD och Blu-ray den 8 december 2010 i Sverige. Knight and Day är tillåten från 11 år.

## Handling
June Havens (Cameron Diaz) är en helt vanlig person på väg till sin systers bröllop. På flygplatsen träffar hon på Roy Miller (Tom Cruise). Det visar sig att de båda ska med samma flyg, men vad June inte vet om sin nye vän är att denne är en före detta spion på flykt från "onda och ondare personer". På planet visar det sig att flygresan i sig är en kupp som går ut på att röja Roy ur vägen. Mot sin vilja blir June indragen i något som kommer att förändra hennes liv för alltid.

## Rollista
| Tom Cruise      | – Roy Miller                      |
| Cameron Diaz    | – June Havens                     |
| Peter Sarsgaard | – John Fitzgerald                 |
| Jordi Mollà     | – Antonio Quintana                |
| Viola Davis     | – Isabel George - C.I.A. Director |
| Paul Dano       | – Simon Feck                      |
| Falk Hentschel  | – Bernhard                        |
| Marc Blucas     | – Rodney                          |
| Lennie Loftin   | – Braces                          |
| Maggie Grace    | – April Havens                    |
| Rich Manley     | – Danny                           |
| Dale Dye        | – Frank Jenkins                   |
| Celia Weston    | – Molly Knight                    |
| Gal Gadot       | – Naomi                           |
| Jack O'Connell  | – Wilmer                          |